# La Brévière
La Brévière is een plaats en voormalige gemeente in het Franse departement Calvados in de regio Normandië en telt 120 inwoners (2009).

## Geschiedenis
Op 1 januari 2016 fuseerde La Brévière met La Chapelle-Haute-Grue, Sainte-Foy-de-Montgommery en Saint-Germain-de-Montgommery tot de huidige gemeente Val-de-Vie. Deze gemeente maakt deel uit van het arrondissement Lisieux.

## Geografie
De oppervlakte van La Brévière bedraagt 3,5 km², de bevolkingsdichtheid is dus 34,3 inwoners per km².
De onderstaande kaart toont de ligging van La Brévière met de belangrijkste infrastructuur en aangrenzende gemeenten.

## Demografie
Onderstaande figuur toont het verloop van het inwonertal (bron: INSEE-tellingen).
Vanwege een beveiligingsprobleem met de MediaWiki Graph-software is het momenteel niet mogelijk deze grafiek weer te geven. Zodra de software is bijgewerkt zal de grafiek vanzelf weer zichtbaar worden.